# 亞歷山大·亞歷山德羅夫 (足球運動員)
亞歷山大·德拉戈米罗夫·亞歷山德羅夫（1986年4月13日—）是一位保加利亞足球運動員。在場上的位置是後衛。他現在效力於保加利亞足球甲級聯賽球隊拉茲格勒盧多戈雷茨足球俱樂部。他也代表保加利亞國家足球隊參賽。